# Leptacanthichthys gracilispinis
Leptacanthichthys gracilispinis es una especie monotípica del género de peces Leptacanthichthys.

## Descripción
Especie batipelágica que mide 0,8 cm de longitud, aunque puede variar a 6,9 cm. Alcanza profundidades de hasta 1000 m, aunque existen registros de ejemplares que han alcanzado los 2000 m. Presenta entre 4-6 radios blandos dorsales y 5-6 anales. Cuenta además con grandes espinas mandibulares (verticales y cuadradas) bastante desarrolladas, uno de los rasgos más distintivos de la especie. Normalmente es de color oscuro, radios de la aleta dorsal bien desarrollados. La piel carece de espínulas dérmicas. Cuenta además con una antena.

## Distribución
La especie se distribuye por el Atlántico Norte, en Canadá. También registrado en el océano Pacífico.